# 蔺姓
藺姓為中文姓氏之一，在《百家姓》中排名第278位。

## 起源
出自戰國時代七雄之一韓國的宗室。當時韓國宗室有一個叫韓康者，於趙國任官，並獲封地於藺。其后代子孫便以藺為姓。

## 延伸阅读
[在维基数据编辑]
 《百家姓》
 《欽定古今圖書集成·明倫彙編·氏族典·藺姓部》，出自陈梦雷《古今圖書集成》